# Euphyia batis
Euphyia batis là một loài bướm đêm trong họ Geometridae.